# Napier (efternamn)
Napier är namnet på en skotsk klan och därmed ett traditionellt skotskt efternamn. Det kan ingå i geografiska namn.

## Personer med efternamnet Napier
- Alan Napier (1903–1988), brittisk skådespelare
- Archibald Napier, 1:e lord Napier (1576–1645), skotsk ämbetsman
- Charles Napier (amiral) (1786–1860), brittisk amiral
- Charles Napier (skådespelare) (1936–2011), amerikansk skådespelare
- Charles James Napier (1782–1853), brittisk general och angloindisk ämbetsman
- Francis Napier, 10:e lord Napier (1819–1898), brittisk ämbetsman
- George Napier (1751–1804), brittisk överste och godsägare
- George Thomas Napier (1784–1855), brittisk general
- James Napier (född 1982), nyzeeländsk skådespelare
- John Napier (1550–1617), skotsk matematiker, uppfann logaritmerna
- Oliver Napier (1935–2011), nordirländsk politiker och jurist
- Robert Napier, 1:e baron Napier av Magdala (1810–1890), brittisk arméofficer i Indien, senare fältmarskalk
- Simon Napier-Bell (född 1939), brittisk låtskrivare och manager
- Wilfrid Napier (född 1941), sydafrikansk kardinal och ärkebiskop
- William Francis Patrick Napier (1785–1860), brittisk militär, politiker och författare